# مايرا فيرونيكا
مايرا فيرونيكا (ولدت مايرا فيرونيكا أروكا رودريغيز; 20 أغسطس 1980) عارضة ومغنية أمريكية كوبية المولد اشتهرت بمظهورها على التلفزيون باللغة الإسبانية. ظهرت فيرونيكا في الحملات الإعلانية لكوكا كولا، لوريال، وبرغر كينغ. ظهرت صورتها الجميلة في مجلات لا حصر لها، بما في ذلك فم و سموث جيرل، ومستقبلها في الفيلم يبدو وردية بعد عدد من الأدوار فيلم مستقل.

## روابط خارجية
- الموقع الرسمي
- مايرا فيرونيكا على موقع IMDb (الإنجليزية)
- مايرا فيرونيكا على موقع روتن توميتوز (الإنجليزية)
- مايرا فيرونيكا على موقع ميوزك برينز (الإنجليزية)
- مايرا فيرونيكا على موقع ديسكوغز (الإنجليزية)